# استان‌های فیلیپین
کشور فیلیپین دارای ۱۷ ناحیه، ۸۱ استان و نزدیک به ۱۵۰۰ منطقه مستقل شهری (شهرستان) است. این کشور به صورت مجمع الجزایری پراکنده با بیش از هفت هزار جزیره بزرگ و کوچک است و مرکز آن مانیل است.
پالاوان وسیعترین استان فیلیپین است که بر روی جزیره‌ای به همین نام در غرب این کشور قرار گرفته‌است

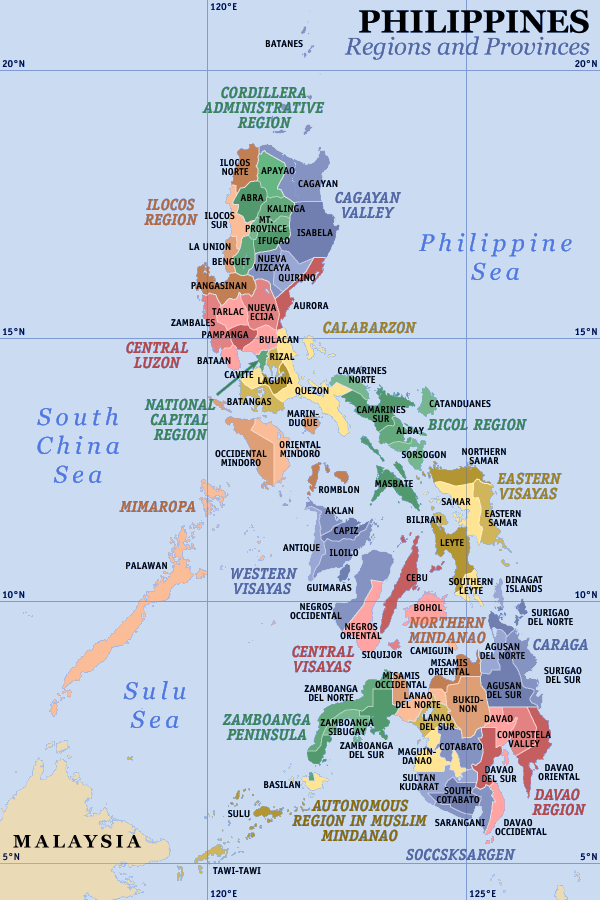
استان‌های فیلیپین

فهرست استان‌های کشور فیلیپین:
1. آبرا
2. آرورا
3. آگوسان شمالی
4. آگوسان جنوبی
5. آکلان
6. آلبای
7. آپایو
8. آنتیک
9. ایزابلا
10. ایفوگائو
11. ایلوکوس جنوبی
12. ایلوکوس شمالی
13. ایلوئیلو
14. باتاآن
15. باتانه
16. باتانگا
17. باسیلان
18. بنگوئه
19. بوکیدنون
20. بولاکان
21. بُهُل
22. بیلیران
23. پالاوان
24. پامپانگا
25. پانگاسینان
26. تارلاک
27. تاوی تاوی
28. داوائو جنوبی
29. داوائو شرقی
30. داوائو شمالی
31. دیناگات آیلندز (جزایر دیناگات)
32. رومبولون
33. ریزال
34. زامباله
35. زامبوانگا جنوبی
36. زامبوانگا سیبوگای
37. زامبوانگا شمالی
38. سارانگانی
39. سامار
40. سامار شرقی
41. سامار شمالی
42. سلطان کودارات
43. سوروسوگون
44. سوریگائو جنوبی
45. سوریگائو شمالی
46. سولو
47. سیبو
48. سیکیجور
49. شریف کابون سوآن
50. کاپیز
51. کاتاندوانه
52. کاگایان
53. کالینگا
54. کامارینه جنوبی
55. کامارینه شمالی
56. کامپوستلا ولی
57. کامیگوئین
58. کاویته
59. کوتاباتو
60. کوتاباتو جنوبی
61. کوئه زون
62. کویرینو
63. گوئیماراس
64. لاگونا
65. لانائو جنوبی
66. لانائو شمالی
67. لا یونیون
68. لیته
69. لیته جنوبی
70. ماریندوک
71. ماگوئیندانائو
72. ماونتین
73. مترو مانیل
74. ماسبات (مَسبَت)
75. میسامی شرقی
76. میسامی غربی
77. میندورو شرقی
78. میندورو غربی
79. نگرو شرقی
80. نگرو غربی
81. نوئه‌وا اکیجا
82. نوئه‌وا ویزکایا